# Крючковское сельское поселение
Крю́чковское се́льское поселе́ние (карел. Kr’učkovan kyläkunda) — муниципальное образование в составе Лихославльского района Тверской области России.
Центр поселения — посёлок Крючково.
Образовано в 2005 году, включило в себя территорию Крючковского сельского округа.
Законом Тверской области от 17 апреля 2017 года № 24-ЗО были преобразованы, путём их объединения, муниципальные образования Ильинское, Крючковское и Вескинское сельские поселения в Вёскинское сельское поселение.

## Географические данные
- Общая площадь: 35,1 км².
- Нахождение: юго-восточная часть Лихославльского района.
  - Граничит:
    - на севере — с Кавским СП
    - на востоке — с Калининским районом, Кулицкое СП
    - на юге — с Калининским районом, Медновское СП
    - на западе — с Вёскинским СП.

Основная река — Десенка.
Поселение пересекает линия Москва — Санкт-Петербург Октябрьской железной дороги.

## Население
На 2005—1072 человека. Национальный состав: русские и тверские карелы.

## Населённые пункты
На территории поселения находилось 2 населённых пункта:
- 1. пос. Крючково (1075 жителей в 1997)
- 2. дер. Поршинец (30 жителей в 1997)

На территории поселения также находятся 20 садоводческих товариществ.